# Murray Chandler

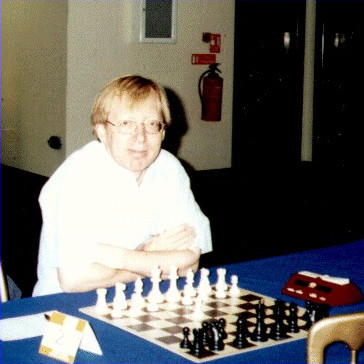
Murray Chandler

Murray Chandler (Wellington, 4 april 1960) is een Britse schaker. Hij is sinds 1983 een grootmeester (GM).
Hij is in Nieuw-Zeeland geboren en werd in 1975–76, toen hij vijftien jaar oud was, kampioen van Nieuw-Zeeland. Begin jaren 80 verhuisde hij naar Groot-Brittannië en werd Brits staatsburger. In Groot-Brittannië speelde hij met veel succes vijf keer mee in de Schaakolympiade. 
Murray heeft ook een aantal boeken geschreven: "How to beat your Dad" , "Chess Tactics for Kids", "Bashing the Sicilian with Bb5".

## Schaakcarrière
- Chandler werd in 1977 Internationaal Meester (IM) door het winnen van het eerste Aziatische schaakkampioenschap voor junioren in Baguio.[1][2]
- In een toernooi in Dortmund in 1983 eindigde hij op de tweede plaats, samen met Vlastimil Hort.
- In 1983 werd Chandler grootmeester. In datzelfde jaar won hij samen met Gyula Sax de hoofdgroep van het OHRA-schaaktoernooi in Amsterdam.
- Tweemaal werd Chandler kampioen van de Commonwealth: gedeeld in 1984 en ongedeeld in 1987[3].
- In 1986 werd hij gedeeld eerste in het Britse schaakkampioenschap, maar verloor de play-off match om de titel.
- In 1987 won hij Hastings Premier met Bent Larsen, Jon Speelman en Smbat Lputian.
- Tussen 1987 en 1992 lag zijn an Elo-rating rond de 2600.

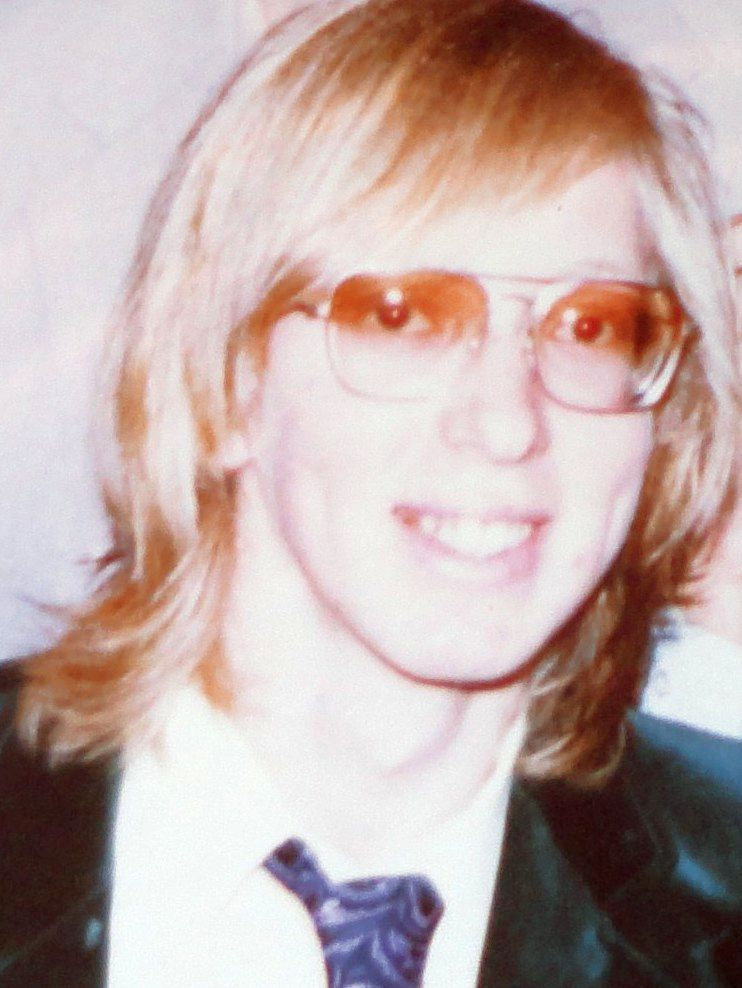
Murray Chandler in 1979

- In 1990 werd hij redacteur van het "British Chess Magazine".
- In de herfst van 2004 eindigde Murray op de vierde plaats in het 13e Monarch Assurance toernooi, op het eiland Man; het toernooi werd gewonnen door Ehsan Ghaem Maghami.[4]

Twee keer speelde hij een partij tegen Garri Kasparov, beide keren won hij. De eerste keer was bij het wereldkampioenschap voor jeugd tot 16 jaar, in 1976, en de andere was een simultaanpartij in 1985.
Verdere resultaten: gedeeld eerste op het Lloyds Bank Masters 1979, eerste in Brighton 1981, gedeeld tweede (onder Anatoli Karpov) in London 1984, winnaar van het Blackpool Zonetoernooi van 1990.
Chandler was van 1991 tot 1999 redacteur van British Chess Magazine. Aan het einde van de jaren 90 richtte hij Gambit Publications op, een uitgever van hoge kwaliteit schaakboeken. Mede-directeuren waren John Nunn en Graham Burgess. Boeken zoals Modern Chess Strategy van John L. Watson ontvingen veel lof en van het door Chandler zelf geschreven How To Beat Your Dad At Chess zijn veel exemplaren verkocht.
Hij maakte ook VHS- en DVD-presentaties voor Bad Bishop Ltd., een aan Gambit gerelateerde onderneming; onder meer betrof het een repertoire gericht tegen de Siciliaanse verdediging met Pc6, gebaseerd op varianten met Lb5.
In 2006 keerde hij terug naar Nieuw-Zeeland, waar hij in 2006 en 2008 het nationale kampioenschap won.
In 2013 verwierf hij de oude Saint Paul's kerk in Auckland, en maakte er een centrum voor schaaktrainingen van.

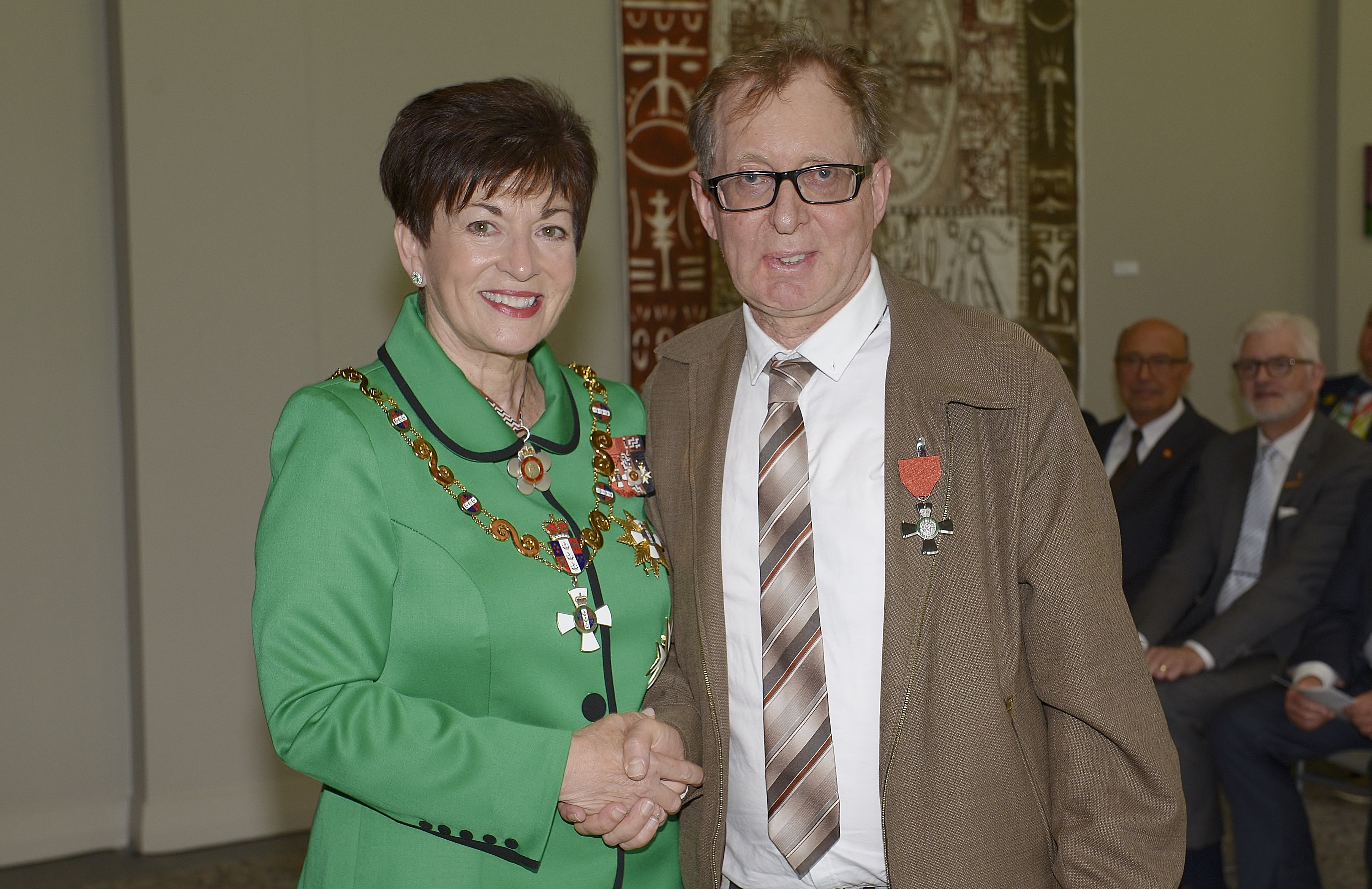
Chandler in 2018, nadat hij was benoemd tot "lid van de New Zealand Order of Merit" door algemeen gouverneur Patsy Reddy

In 2017 werd Chandler benoemd tot "lid van de New Zealand Order of Merit" vanwege zijn verdiensten voor het schaken.

## Schaken in teamverband
In 1974 nam hij met het team van Nieuw-Zeeland deel aan het eerste Aziatische schaakkampioenschap voor teams, in Penang (Maleisië). Later vertegenwoordigde hij Nieuw-Zeeland bij de Schaakolympiades van 1976, 1978 en 1980. Daarna speelde hij voor Engeland bij de Schaakolympiades van 1982, 1984, 1986, 1988, 1990 en 1992, in het succesvolle team dat diverse keren het team van de Sovjet-Unie versloeg.
Hij speelde in 1984 voor 'rest van de wereld' in de match "Rusland versus de rest van de wereld".

## Boeken
- The Complete c3 Sicilian, 1997, American Batsford, ISBN 1-879479-50-8
- How To Beat Your Dad At Chess, 1998, Gambit Publications, ISBN 1-901983-05-6
- Chess Tactics For Kids, 2003, Gambit Publications, ISBN 1-901983-99-4
- Chess For Children (met Helen Milligan), 2004, Gambit Publications, ISBN 1-904600-06-9

## Korte correspondentiepartij (1985)
In 1985 speelde Murray Chandler een correspondentieschaakpartij tegen Michael Basman:
1.e4 e6 2.d4 a6 3.c4 b5 4.cxb5 axb5 5.Lxb5 Lb7 6.Pc3 Lb4 7.De2 f5 8.Ph3 fxe4 9.Dh5+ Kf8 10.Pg5 Ph6 11.0-0 (1-0) diagram

## Partij op Hastings 1990/1991
Chandlers 23.e6 is niet een makkelijke zet, want e6 wordt op vier manieren verdedigd. Echter, geen van de vier manieren om de pion te slaan zijn bevredigend.
Chandler vs. Helgi Ólafsson, Hastings 1990/1991; Spaanse opening, Worrall aanval 
1.e4 e5 2.Pf3 Pc6 3.Lb5 a6 4.La4 Pf6 5.0-0 Le7 6.De2 b5 7.Lb3 0-0 8.c3 d6 9.d4 Lg4 10.Td1 Dc8 11.a4 b4 12.a5 bxc3 13.bxc3 Tb8 14.Lc4 exd4 15.cxd4 Pxa5 16.Txa5 Txb1 17.e5 dxe5 18.dxe5 Pe8 19.Txa6 Tb6 20.Ta4 c5 21.h3 Lh5 22.Ta7 Pc7 23.e6 Lf6 24.e7 Te8 25.Td8 Txd8 26.Txc7 Db8 27.exd8D+ Dxd8 28.Lf4 g5 29.Lg3 Tb2 30.Dd3 Da8 31.Dd7 Da1+ 32.Kh2 Tb1 33.Lxf7+ Kh8 34.De8+ Kg7 35.Lg6+ (1–0) diagram

## Externe koppelingen
- (en)   Informatie over schaakpartijen van Murray Chandler op ChessGames.com
- (en)  FIDE-ratinggegevens voor Murray Chandler